# Pyxidognathus
Pyxidognathus is een geslacht van kreeftachtigen uit de klasse van de Malacostraca (hogere kreeftachtigen).

## Soorten
- Pyxidognathus fluviatilis Alcock, 1895
- Pyxidognathus granulosus A. Milne-Edwards, 1879
- Pyxidognathus subglobosus Tesch, 1918